# Поди (Бар)
Поди је било насеље у општини Бар у Црној Гори. Према попису из 2003. било је 156 становника (према попису из 1991. било је 184 становника). Насеље је званично укинуто поделом на два посебна насеља, Горњу и Доњу Поду.

## Демографија
У насељу Поди живи 124 пунолетна становника, а просечна старост становништва износи 40,2 година (37,1 код мушкараца и 43,7 код жена). У насељу има 38 домаћинстава, а просечан број чланова по домаћинству је 4,11.
Ово насеље је углавном насељено Црногорцима (према попису из 2003. године).
|  |

| Демографија | Демографија | Демографија |
| Година      | Становника  | Становника  |
| ----------- | ----------- | ----------- |
|             |             |             |
|             |             |             |
|             |             |             |
|             |             |             |
| 1948.       | 152         |             |
| 1953.       | 167         |             |
| 1961.       | 176         |             |
| 1971.       | 162         |             |
| 1981.       | 124         |             |
| 1991.       | 184         | 177         |
| 2003.       | 162         | 156         |
|             |             |             |

| Етнички састав према попису из 2003.‍ | Етнички састав према попису из 2003.‍ | Етнички састав према попису из 2003.‍ | Етнички састав према попису из 2003.‍ | Етнички састав према попису из 2003.‍ |
| ------------------------------------ | ------------------------------------ | ------------------------------------ | ------------------------------------ | ------------------------------------ |
|                                      |                                      |                                      |                                      |                                      |
| Црногорци                            | Црногорци                            |                                      | 114                                  | 73,07%                               |
| Албанци                              | Албанци                              |                                      | 17                                   | 10,89%                               |
| Муслимани                            | Муслимани                            |                                      | 6                                    | 3,84%                                |
| Бошњаци                              | Бошњаци                              |                                      | 6                                    | 3,84%                                |
| непознато                            | непознато                            |                                      | 0                                    | 0,0%                                 |

| Година пописа     | 1948. | 1953. | 1961. | 1971. | 1981. | 1991. | 2003. |
| ----------------- | ----- | ----- | ----- | ----- | ----- | ----- | ----- |
| Број домаћинстава | 24    | 29    | 36    | 31    | 24    | 42    | 38    |

| Број чланова      | 1  | 2 | 3 | 4 | 5  | 6 | 7 | 8 | 9 | 10 и више | Просек |
| ----------------- | -- | - | - | - | -- | - | - | - | - | --------- | ------ |
| Број домаћинстава | 38 | 4 | 2 | 9 | 10 | 6 | 2 | 2 | 2 | 1         | 0      |

| Пол    | Укупно | Неожењен/Неудата | Ожењен/Удата | Удовац/Удовица | Разведен/Разведена | Непознато |
| ------ | ------ | ---------------- | ------------ | -------------- | ------------------ | --------- |
| Мушки  | 70     | 31               | 35           | 2              | 1                  | 1         |
| Женски | 58     | 4                | 37           | 16             | 0                  | 1         |
| УКУПНО | 128    | 35               | 72           | 18             | 1                  | 2         |

| Пол    | Укупно                    | Пољопривреда, лов и шумарство | Рибарство                            | Вађење руде и камена | Прерађивачка индустрија       |
| ------ | ------------------------- | ----------------------------- | ------------------------------------ | -------------------- | ----------------------------- |
| Мушки  | 36                        | 1                             | 0                                    | 0                    | 9                             |
| Женски | 6                         | 0                             | 0                                    | 0                    | 0                             |
| УКУПНО | 42                        | 1                             | 0                                    | 0                    | 9                             |
| Пол    | Производња и снабдевање   | Грађевинарство                | Трговина                             | Хотели и ресторани   | Саобраћај, складиштење и везе |
| Мушки  | 2                         | 0                             | 6                                    | 2                    | 12                            |
| Женски | 1                         | 0                             | 3                                    | 0                    | 0                             |
| УКУПНО | 3                         | 0                             | 9                                    | 2                    | 12                            |
| Пол    | Финансијско посредовање   | Некретнине                    | Државна управа и одбрана             | Образовање           | Здравствени и социјални рад   |
| Мушки  | 0                         | 0                             | 0                                    | 0                    | 2                             |
| Женски | 0                         | 0                             | 0                                    | 0                    | 2                             |
| УКУПНО | 0                         | 0                             | 0                                    | 0                    | 4                             |
| Пол    | Остале услужне активности | Приватна домаћинства          | Екстериторијалне организације и тела | Непознато            | Непознато                     |
| Мушки  | 2                         | 0                             | 0                                    | 0                    | 0                             |
| Женски | 0                         | 0                             | 0                                    | 0                    | 0                             |
| УКУПНО | 2                         | 0                             | 0                                    | 0                    | 0                             |